# 广浦县
广浦县（1933年春—1936年5月）是中华苏维埃共和国闽赣省的一个县。
1933年春，广浦县苏维埃政府成立，得名于广丰、浦城二县首字。辖浦北、炭坞、郊洋、古楼4个区。同年夏，崇安岚谷区和广丰小峰区并入，存续至1936年5月。